# خوان إف. أكوستا
خوان إف. أكوستا (بالإنجليزية: Juan F. Acosta)‏ هو ملحن أمريكي، ولد في 27 مايو 1890 في San Sebastián, Puerto Rico ‏، وتوفي في 1968 في Quebradillas, Puerto Rico ‏ في الولايات المتحدة.